# Danh sách câu lạc bộ bóng đá ở Mauritius
Đây là danh sách các câu lạc bộ bóng đá ở Mauritius.
Về danh sách đầy đủ, xem Thể loại:Câu lạc bộ bóng đá Mauritius

## A
- Arsenal Wanderers
- AS de Vacoas-Phoenix
- AS Port-Louis 2000
- AS Rivière du Rempart
- AS Quatre Bornes

## B
- Bambous Etoile de L'Ouest SC
- Belin S.C.
- Black Horns
- Bolton City Youth Club
- Beau Bassin Madrid SC

## C
- Case Noyale F.C
- Centre Technique National François-Blaquart
- Cercle de Joachim SC
- Chamarel SC
- Curepipe Starlight SC

## E
- Entente Boulet Rouge-Riche Mare Rovers
- Entente Henrietta Glenpark Young Cadets

## F
- Faucon Flacq SC
- Fire Brigade SC

## L
- La Cure Sylvester S.C

## M
- Mahebourg Quartier F.C
- Morcellement St André Young Lions SC
- Mare D'albert Young Lads Sports Club

## P
- Pamplemousses SC
- Petite Rivière Noire SC
- Plaine Magnien Star Club
- Pointe-aux-Sables Mates

Phoenix spurs

## S
- Savanne SC

## U
- Union Sportive de Highlands
- Union Sportive de Beau-Bassin Rose-Hill